# Ophiostriatus bispinosus
Ophiostriatus bispinosus är en ormstjärneart som först beskrevs av Jean Baptiste François René Koehler 1897.  Ophiostriatus bispinosus ingår i släktet Ophiostriatus och familjen fransormstjärnor. Inga underarter finns listade i Catalogue of Life.